# Amsterdam 700
Amsterdam 700 was de officiële viering van het 700-jarig bestaan van de stad Amsterdam in 1975.
Het jubileumjaar werd groots gevierd met tal van culturele en sportieve evenementen, verspreid over de stad. In dat jaar vonden onder meer de eerste edities plaats van Sail Amsterdam, het Kwaku Summer Festival en de Amsterdam Marathon. Deze evenementen zijn sindsdien uitgegroeid tot vaste waarden in het Amsterdamse culturele leven. In totaal zouden 260 evenementen worden georganiseerd onder de noemer 'Amsterdam 700'.

## Evenementen

### Sail Amsterdam 700
Sail Amsterdam 700 was de eerste editie van wat later zou uitgroeien tot een vijfjaarlijks nautisch evenement. Tijdens het jubileumjaar kwamen talloze historische zeilschepen, waaronder tall ships, naar het Amsterdamse IJ. De tocht van de schepen door het Noordzeekanaal richting de stad werd een spectaculair gezicht en trok honderdduizenden bezoekers.

### Kwakoe
Het Kwakoe Zomerfestival (toen nog met 'oe' geschreven) vond in 1975 voor het eerst plaats in de Bijlmermeer. Wat begon als een voetbaltoernooi om jeugd bezig te houden tijdens de zomer, groeide al snel uit tot een cultureel festival met Surinaamse muziek, eten, dans en debat. Het evenement is inmiddels een vaste waarde in de Amsterdamse zomer.

## Sport

### Amsterdam Marathon
De Amsterdam Marathon werd in 1975 voor het eerst gehouden als onderdeel van de viering van het 700-jarig bestaan van de stad. De start en finish lagen in het Olympisch Stadion. Sindsdien groeide de marathon uit tot een jaarlijks internationaal topsportevenement.

### Amsterdam 700 Toernooi
Het Amsterdam 700 Toernooi was een internationaal voetbaltoernooi in het Olympisch Stadion ter gelegenheid van het jubileum. Er werd gespeeld tussen topclubs zoals Ajax, Feyenoord, FC Barcelona met Johan Cruijff, en het Belgische RWD Molenbeek, dat de finale met 5-2 won van Ajax. Het toernooi vormde de opmaat voor het jaarlijkse Amsterdam Tournament, dat tot 1992 zou worden georganiseerd.

## Historische museum
Op 27 oktober 1975 werd na een jarenlange verbouwing het Amsterdams Historisch Museum Museum in het voormalige Burgerweeshuis heropend. Op die dag bestond Amsterdam 700 jaar en de opening van het nieuwe museum was het hoogtepunt van dit jubileumjaar.

## Boek
Het "700 centenboek" van Jos Houweling met een fotocollage van allerlei Amsterdamse zaken werd in 1975 uitgegeven door de Amsterdamse Gemeentegiro ter gelegenheid van het 700-jarig bestaan van de stad. Tot 29 april toonde het Centre Pompidou in Parijs daar een selectie uit.

## Fotogalerij

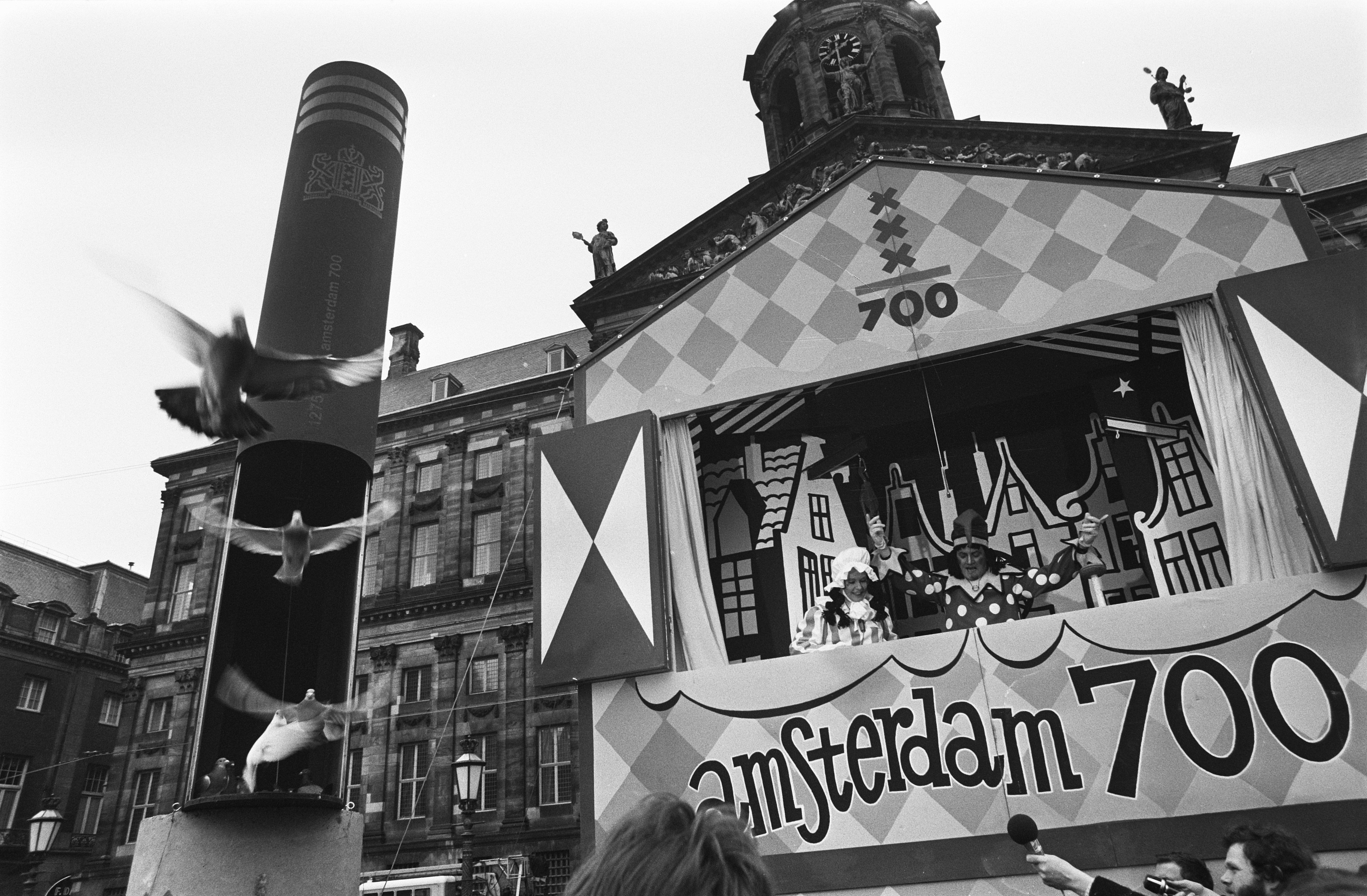
Openingsmanifestatie op de Dam door burgemeester Ivo Samkalden, 1 januari 1975
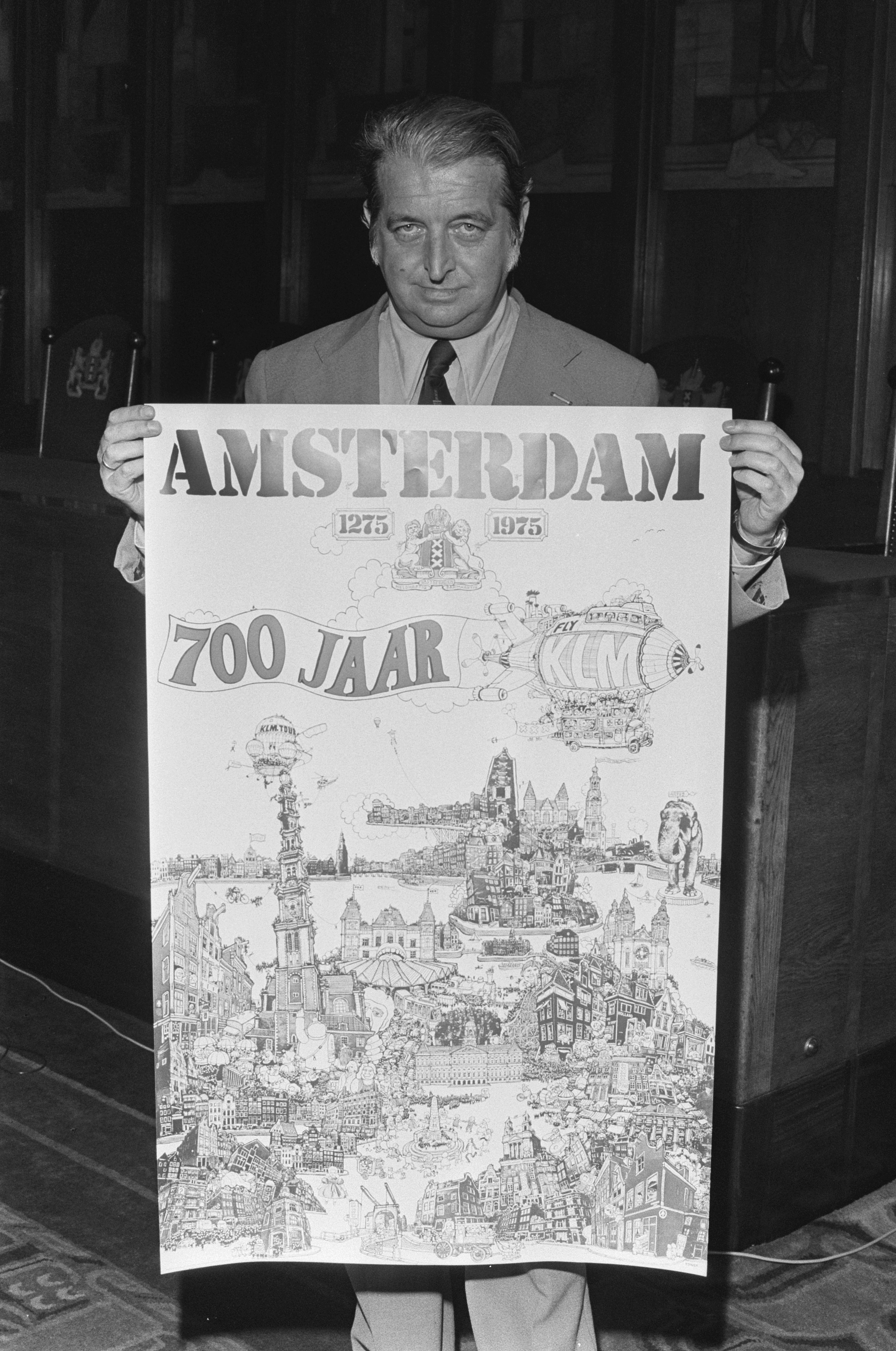
Persconferentie Gemeente Amsterdam voor 700-jarig bestaan
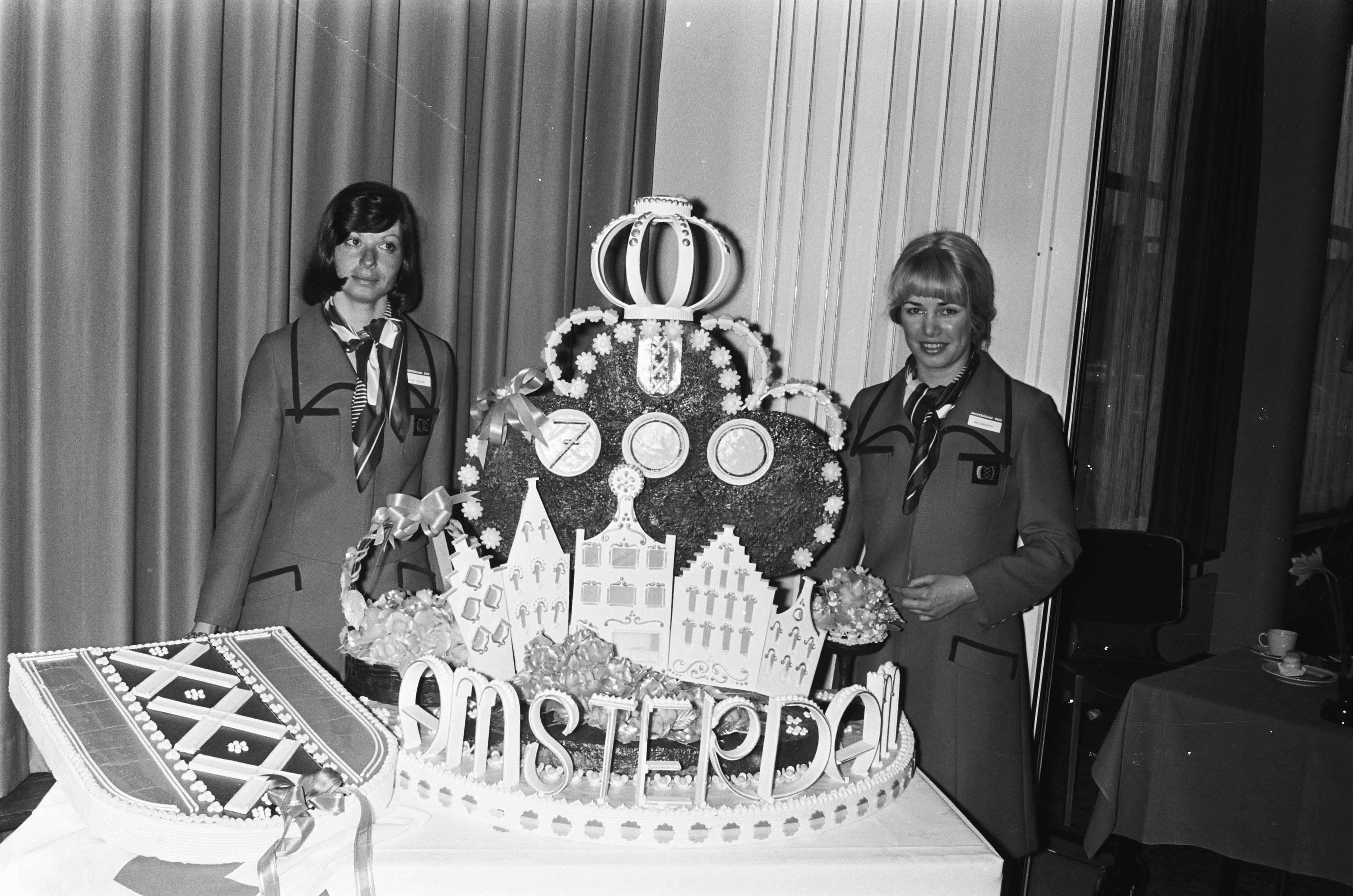
700-jaar Amsterdam taart
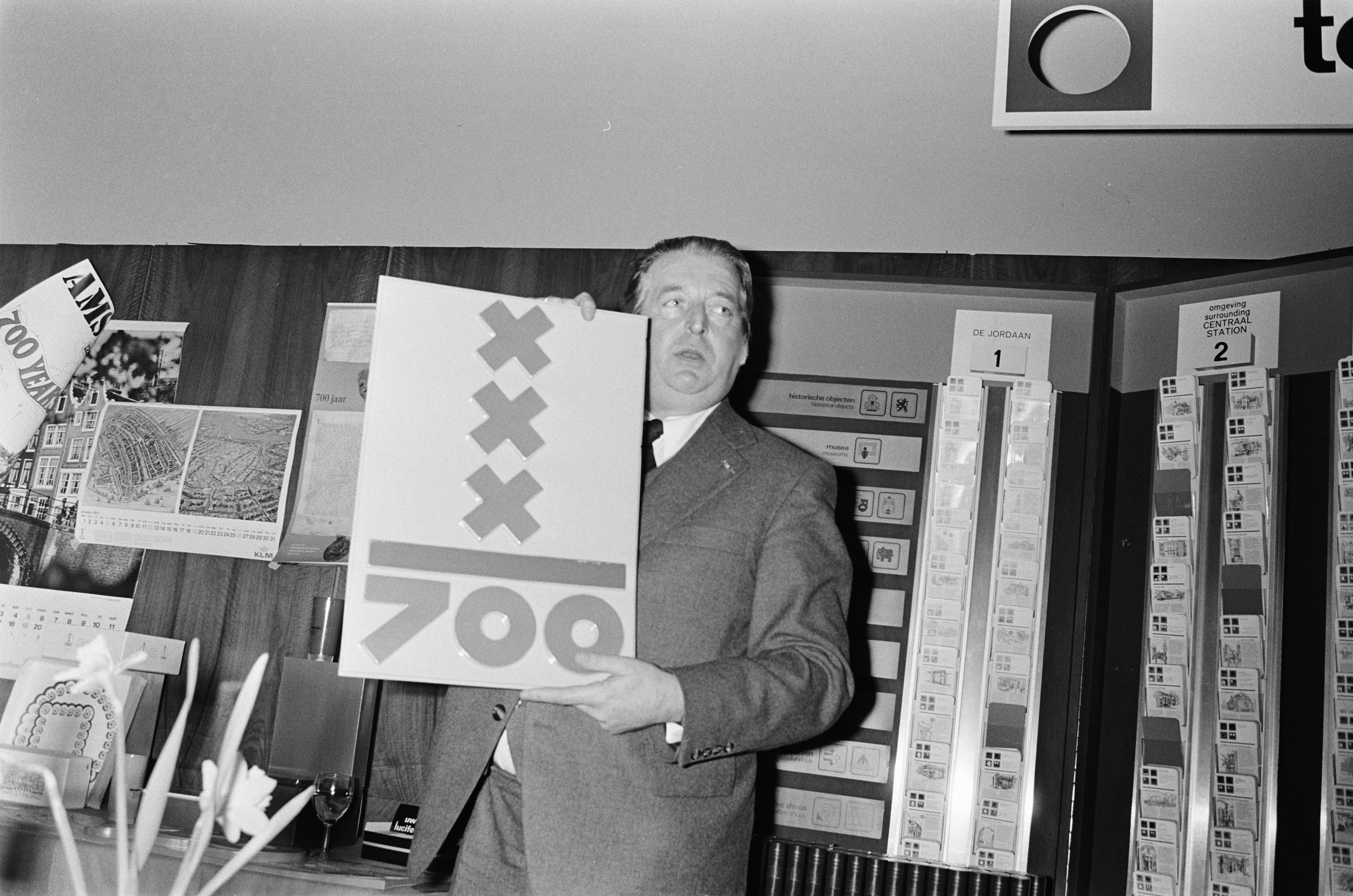
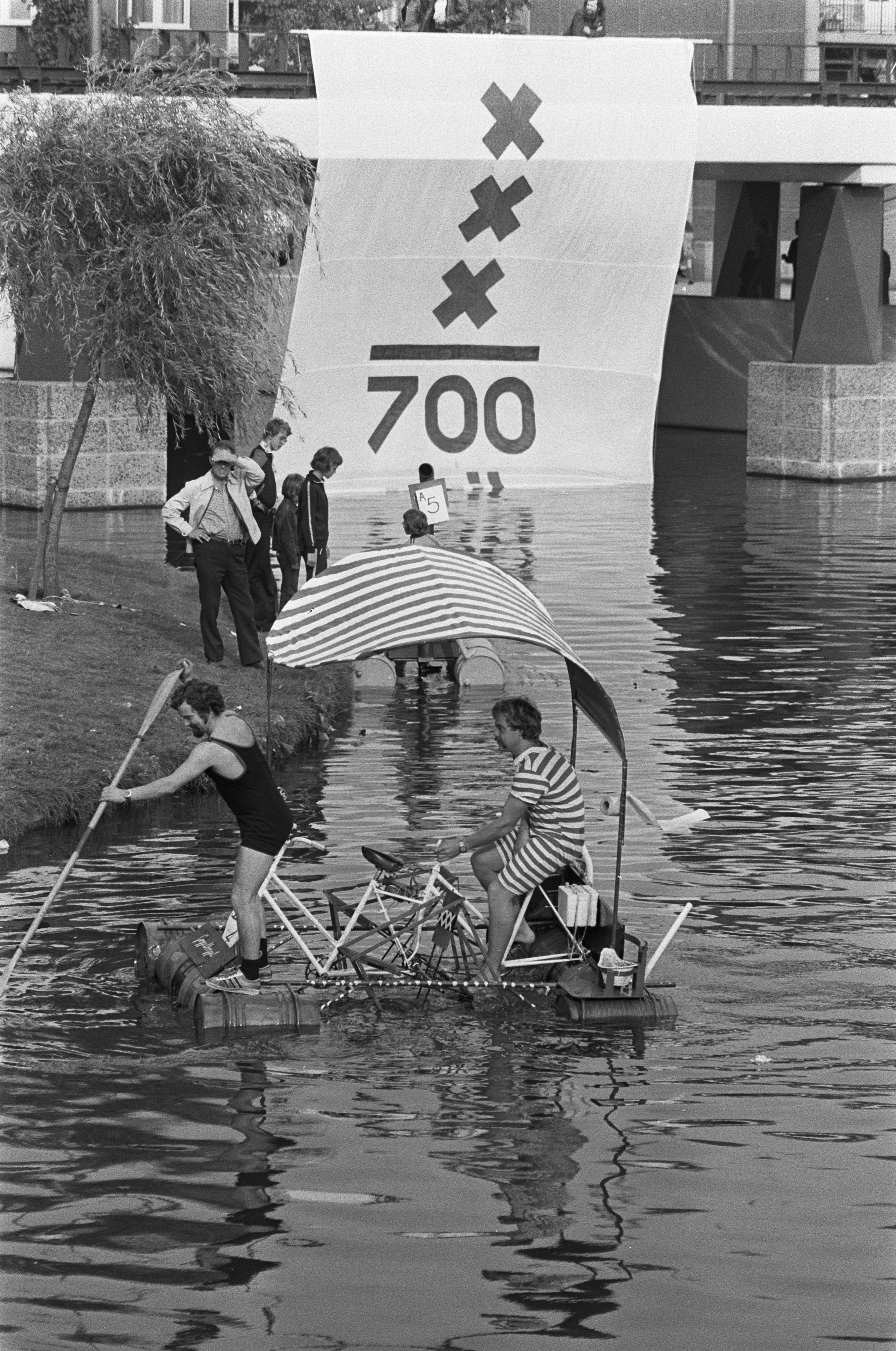
Pieremegoggel-wedstrijd, Amsterdam-Noord
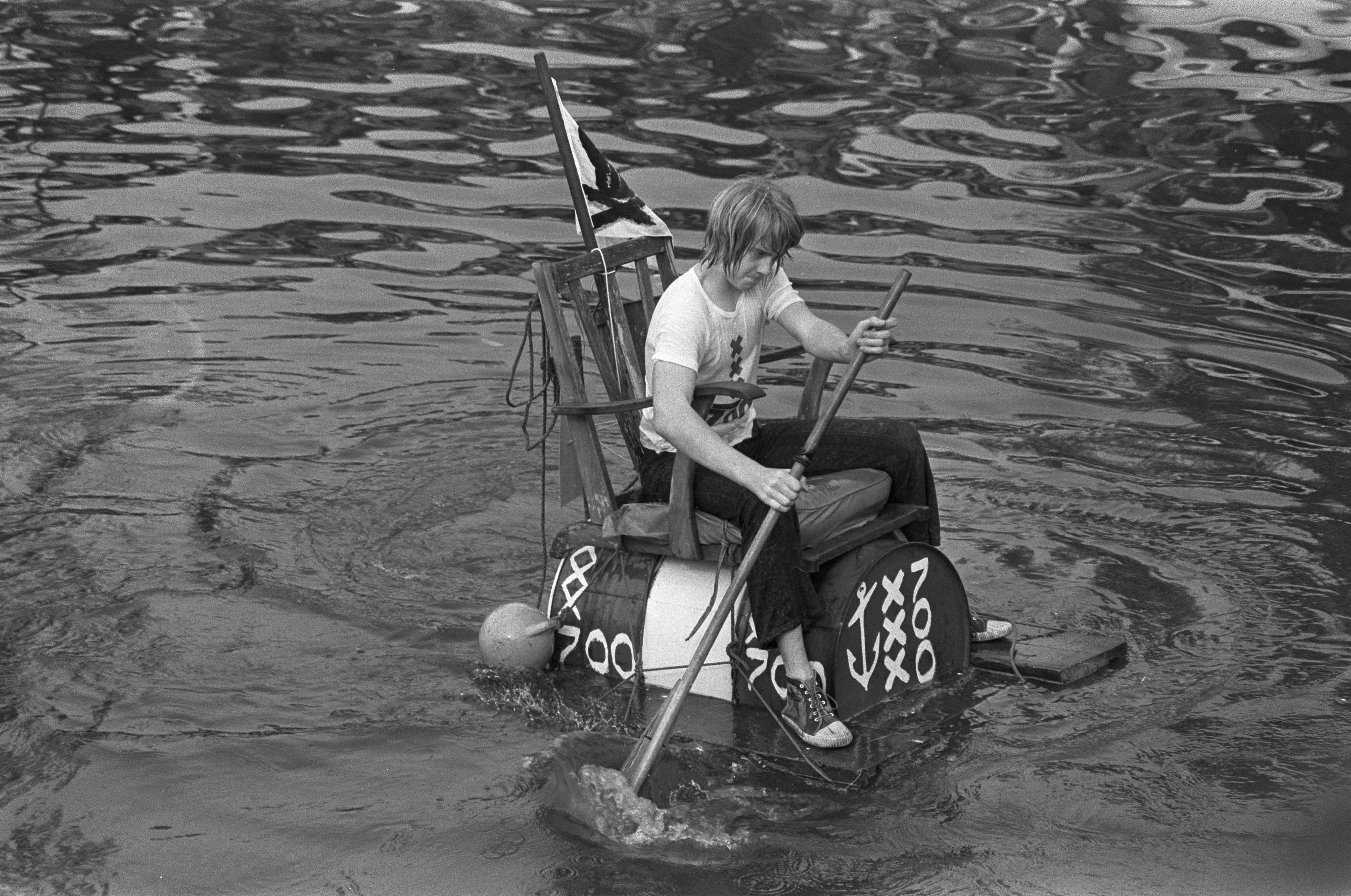
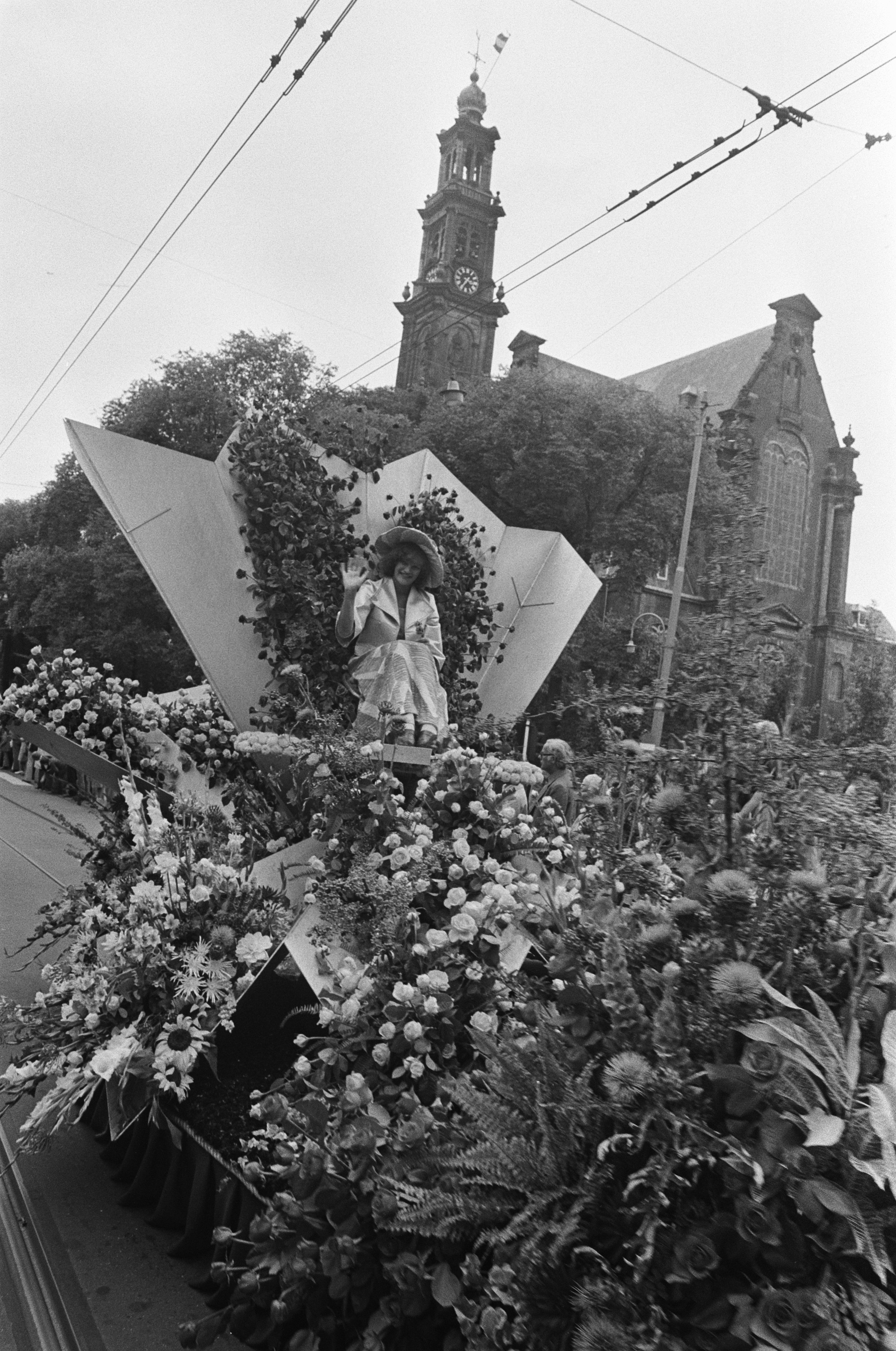
Bloemencorso
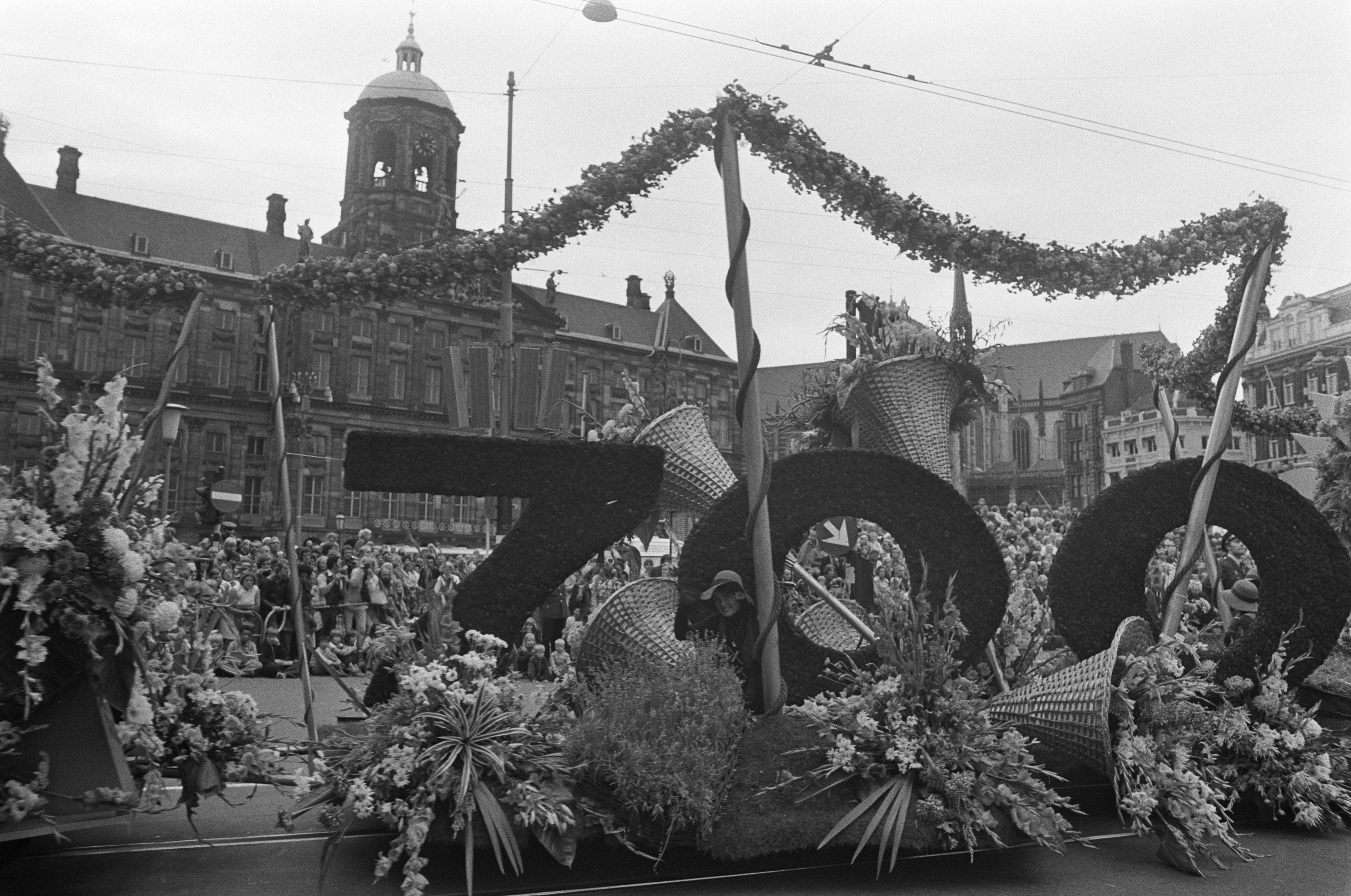
Bloemencorso op de Dam
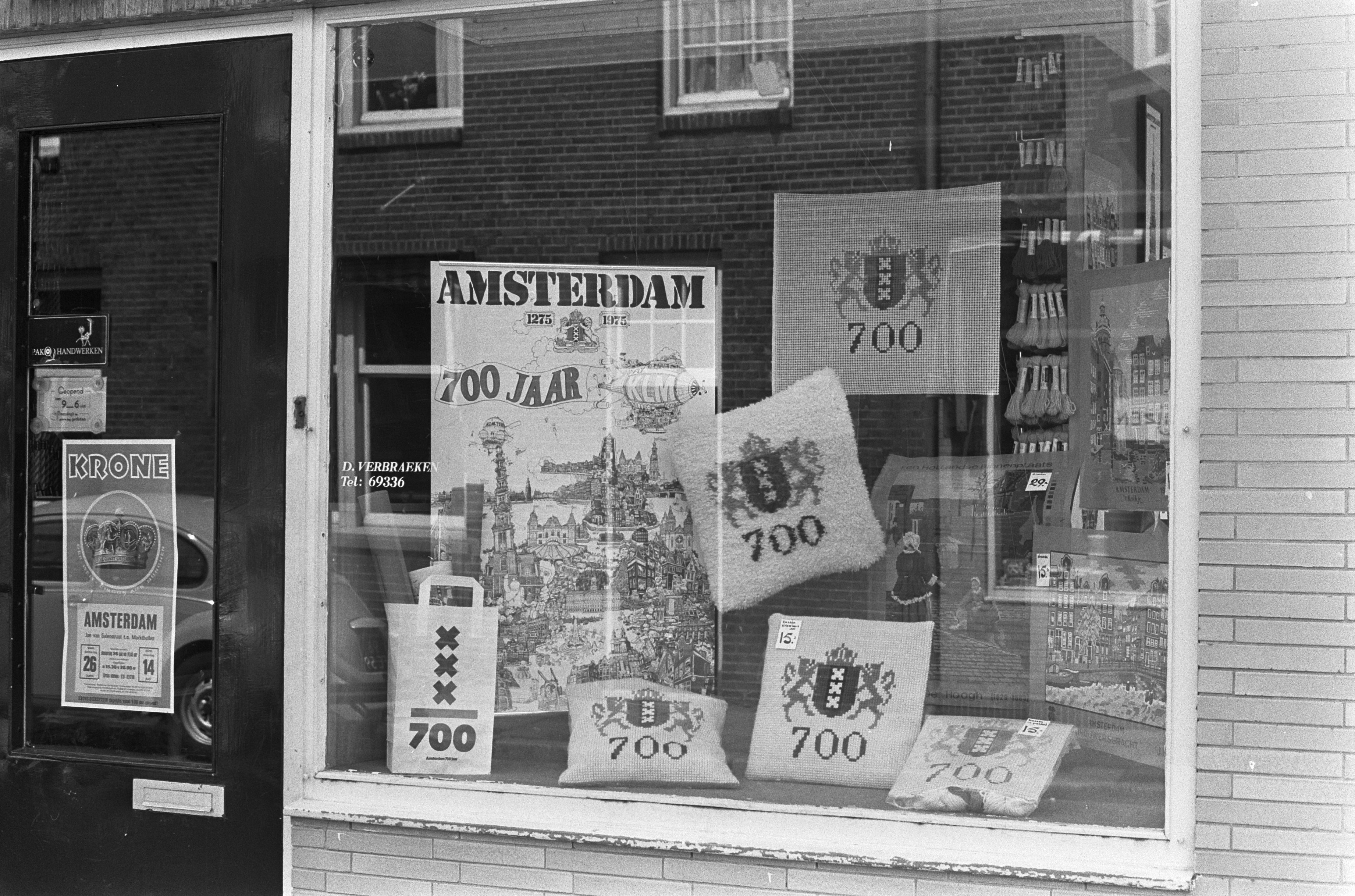
Etalage in Amsterdam-Noord tijdens het 700-jarig bestaan
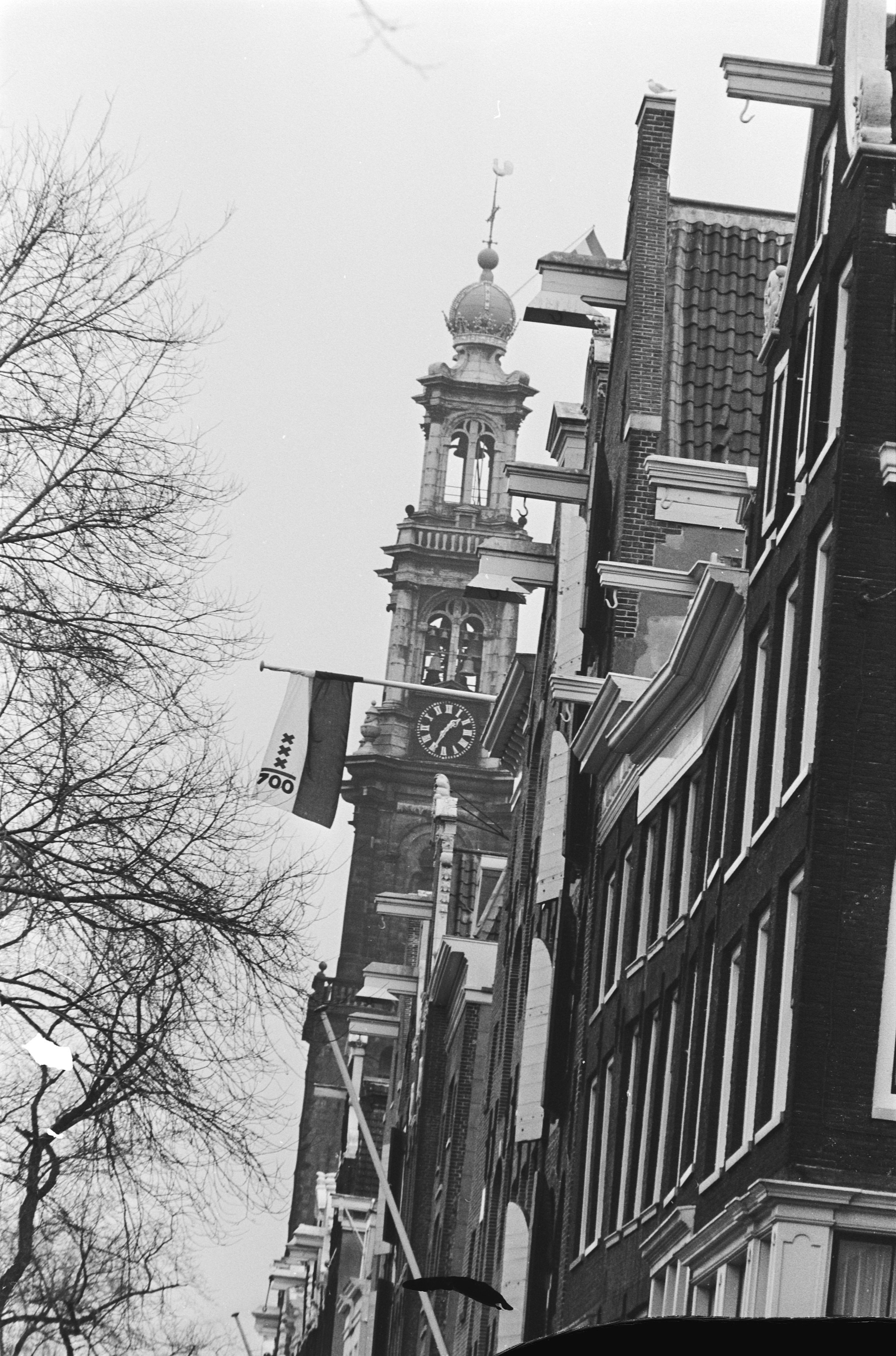
700-jarig Amsterdam vlag bij de Westerkerk
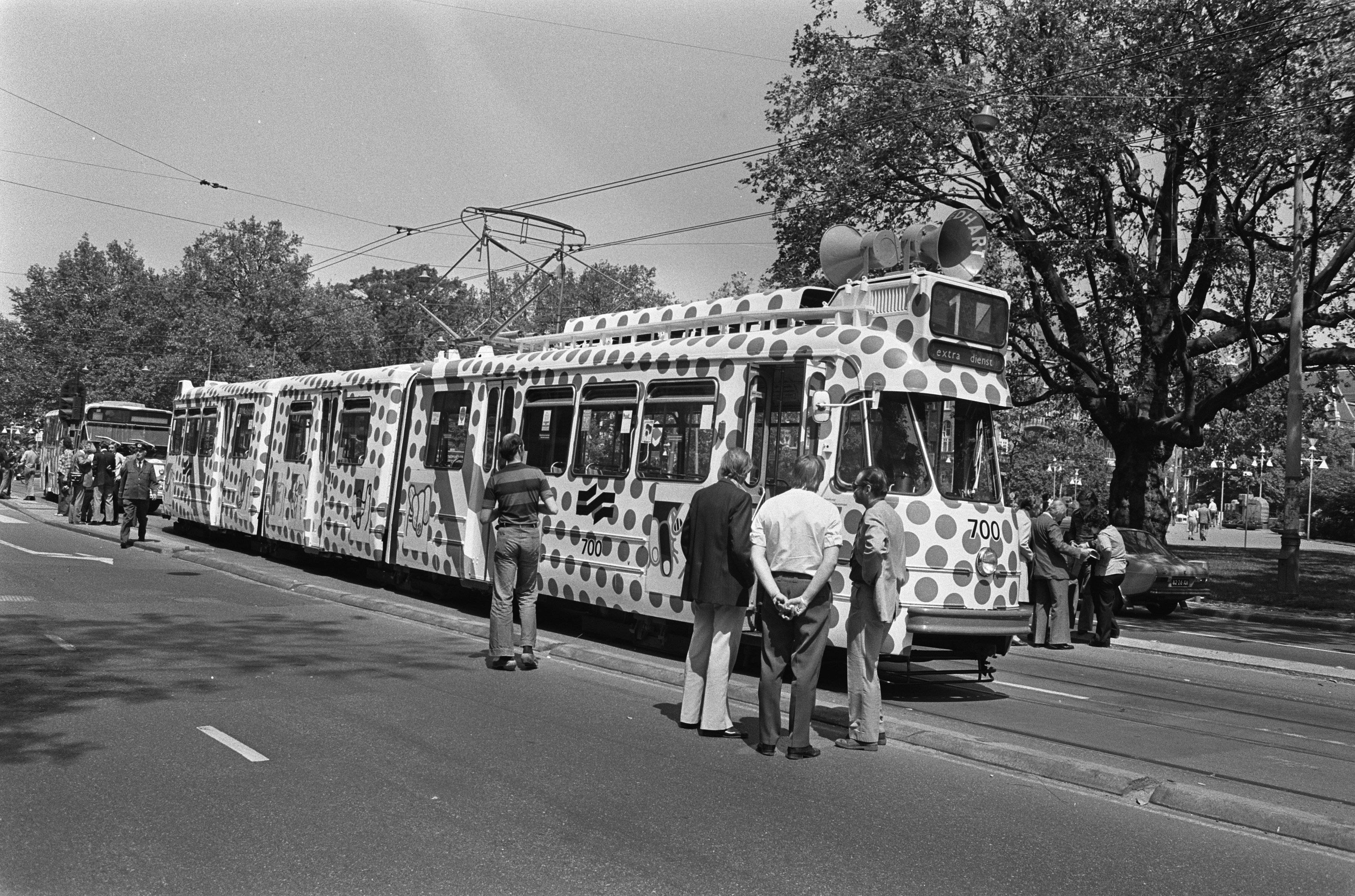
Door Marte Roling ontworpen beschildering van tram 700 "Keetje Stippel", er achter  "Ballenbus" 75 ter gelegenheid van 75 jaar GVB.